# Léon Bonnat
Léon-Joseph Florentin Bonnat (Bayona, 20 de junio de 1833-Monchy-Saint-Éloi, 8 de septiembre de 1922) fue un pintor francés de la corriente del realismo pictórico.

## Biografía
Hijo de Joseph Bonnat, quien tras varias empresas fallidas en Bayona abrió en Madrid una librería, Léon Bonnat se trasladó a vivir allí con su familia en diciembre de 1846, con apenas trece años de edad. En 1848 fue admitido en la Escuela de Bellas Artes de la Academia de San Fernando, en la que se formó con José y Federico de Madrazo, y conoció la tradición de los viejos maestros españoles expuestos en el Museo del Prado. Bonnat siguió asistiendo a las clases de la Academia de San Fernando hasta que, tras la muerte prematura de su padre en agosto de 1853, volvió con su familia a Francia. Una beca del Ayuntamiento de Bayona le permitió instalarse en París, en donde en 1854 entró en el taller de Léon Cogniet, y, ya en 1857, marchar a Roma, en donde permanecería hasta 1860.

## Trayectoria
Bonnat se formó, primero en visitas con su padre al Prado y después frecuentando el Museo con sus compañeros de clase, «en el culto de Velázquez», «el Maestro por excelencia». Las lecciones que aprendió de él (la relación de la figura con el marco, la gama tonal reducida y el fondo gris neutro, la sugerencia del espacio mediante el uso de la luz y de los valores atmosféricos, un cierto aire de gravedad) se hacen aparentes en algunos retratos familiares de esos años como el Retrato de su hermana Marie y el Retrato de su hermano Paúl, ambos de alrededor de 1851, y el Retrato de su tío Charles Sarvy, de 1853 (todos ellos en Musée Bonnat, Bayona).
Su Cristo en la Cruz y El martirio de san Dionisio le proporcionaron gran fama, lo mismo que sus expresivos retratos de celebridades contemporáneas. Pero su estilo juvenil había causado escándalo, al alejarse del Academicismo derivado de Ingres a favor de un estilo más naturalista o verosímil, inspirado en Caravaggio y José de Ribera. Su manera de tratar los temas bíblicos causó rechazo, pues (de forma similar a los tenebristas) representaba a los personajes sacros como gente de la calle, de aspecto rústico y en ocasiones desagradable.
En su madurez se consagró como retratista; representó a la élite política y empresarial bajo estética velazqueña, ante fondos neutros con una gama cromática reducida, mayormente terrosa. Sus retratos se hicieron populares en Estados Unidos y en París retrató a muchos personajes célebres. Como profesor, Bonnat fue el responsable de la introducción en París "de la manera de pintar a la española", moda que supuso una revolución en la forma de entender la pintura en Francia y que tanto influiría en su evolución. Bonnat recomendaba a sus alumnos un viaje a Madrid a conocer a Velázquez en el Museo del Prado.
Tuvo muchísimos alumnos ilustres, que le deben el haber aprendido la libertad de ejecución, tales como Toulouse-Lautrec, Georges Braque, James Ensor, Graciano Mendilaharzu, Edvard Munch y William Anderson Coffin, y también a la pintora finlandesa Ada Thilen, pero perdió vigencia en sus últimos años y es un autor mal conocido ahora, al menos si se le compara con los impresionistas. Las pinturas de sus últimos años, como su autorretrato del Museo del Prado desdicen a sus detractores, que lo consideran un pintor académico; en este ejemplo podemos apreciar una pintura muy evolucionada, a partir de su admiración por los maestros españoles Velázquez y Goya, utilizando una pincelada no sólo brava sino también resolutiva, sin atender a criterios formalistas, arañando el pincel y utilizando la espátula, a la vez que hace gala de una gama cromática más colorista que en sus años juveniles.
Bonnat encadenó honores y cargos públicos en sus últimos años: en 1900 recibió la Cruz de la Legión de Honor y poco después fue nombrado director de los Museos Nacionales franceses. El bienestar económico y los contactos con la élite social y el mercado artístico le permitieron amasar una asombrosa colección de pinturas y dibujos antiguos, con especial atención a la escuela española. En 1891 decidió donarlos a la ciudad de Bayona (Francia), lo que ayudó a impulsar el museo local, llamado Museo Bonnat.

## Galería

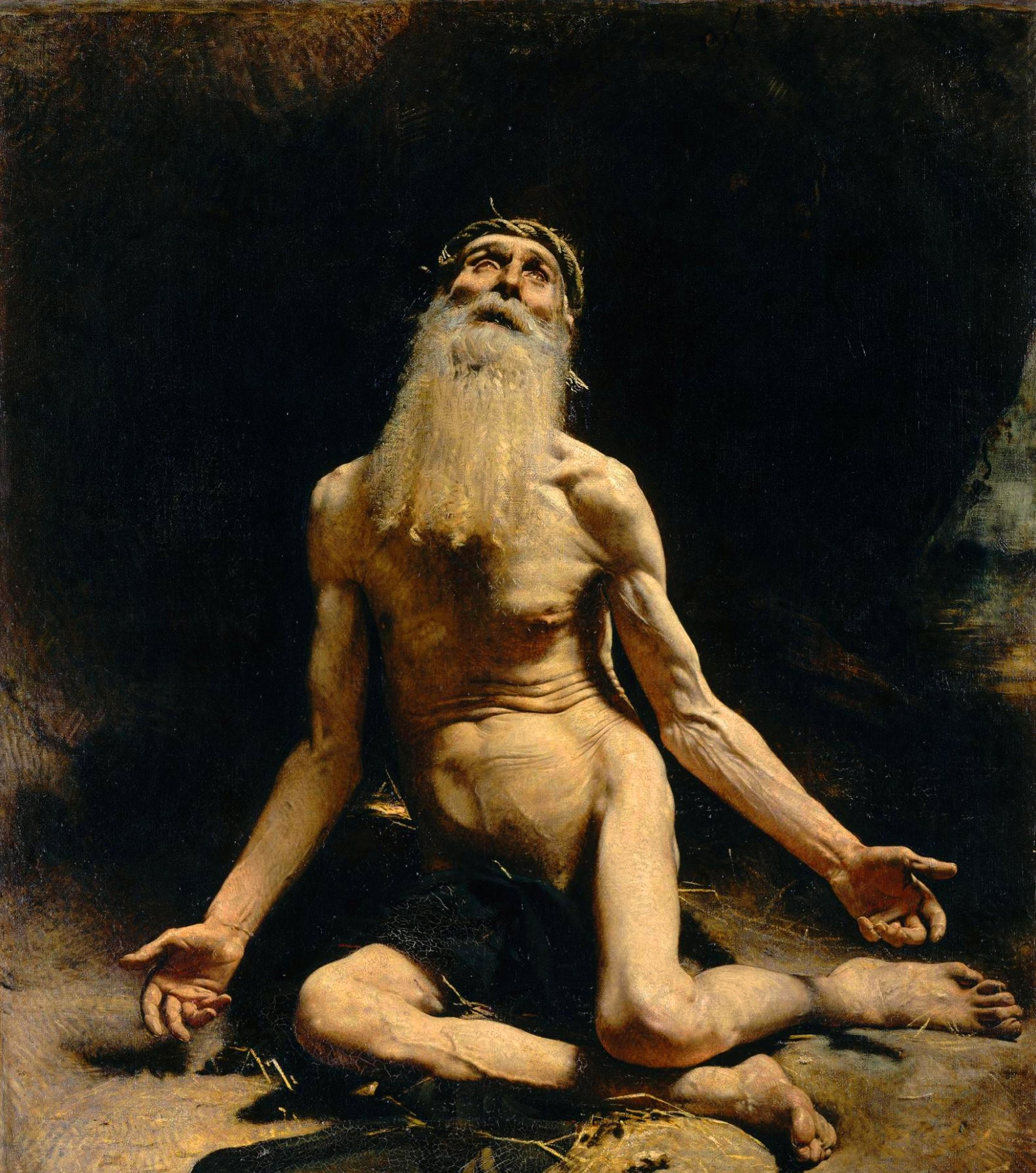
Santo Job (1880), Museo del Louvre, París.
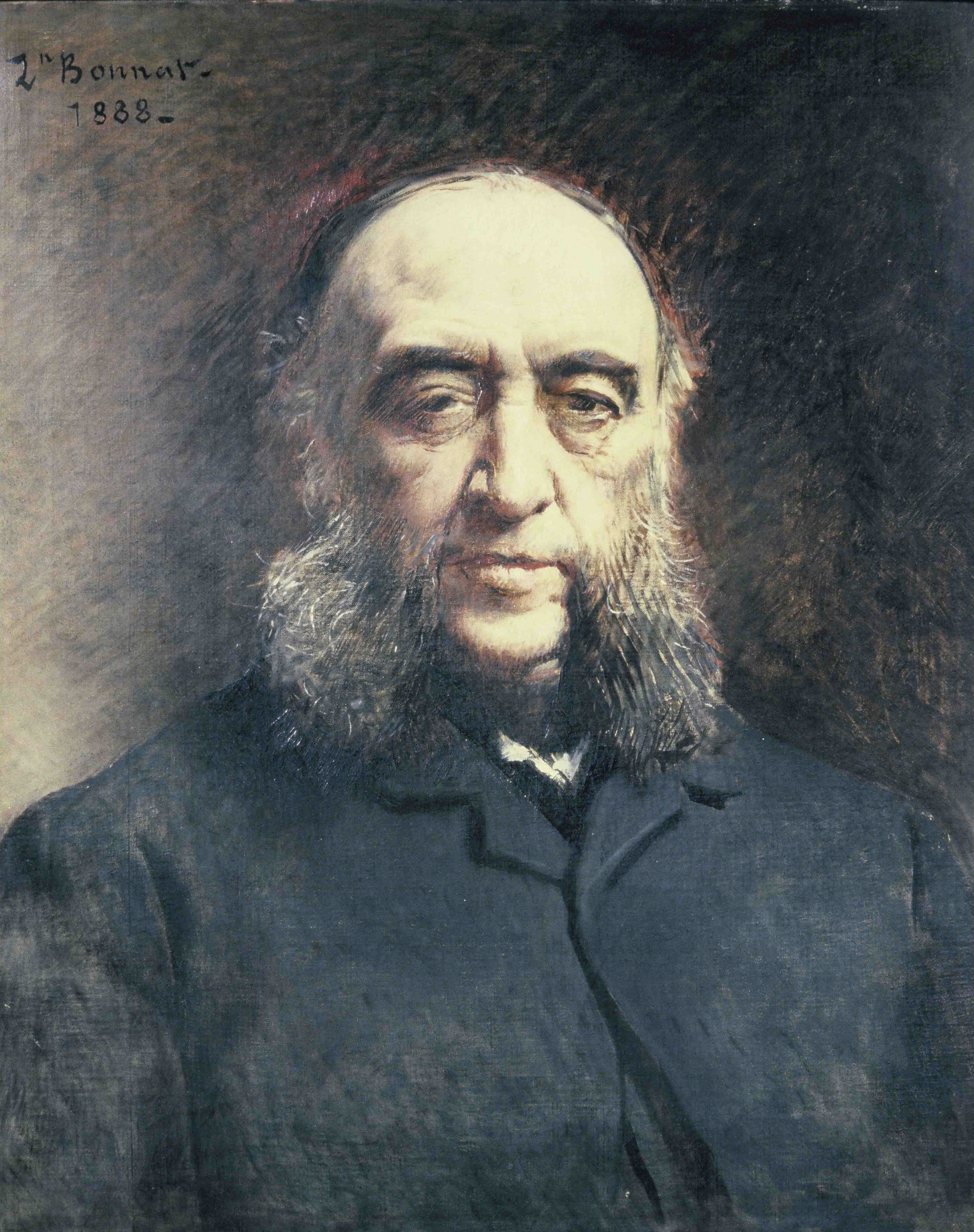
Retrato de Jules Ferry (1888).
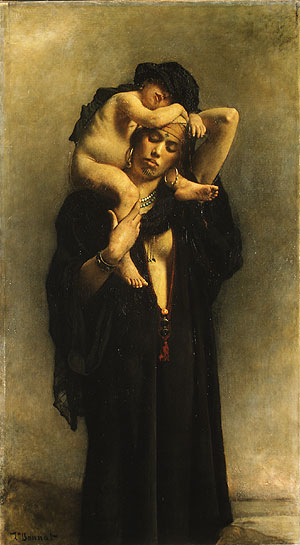
Campesina egipcia y su hijo (1869-1870) Museo Metropolitano de Arte
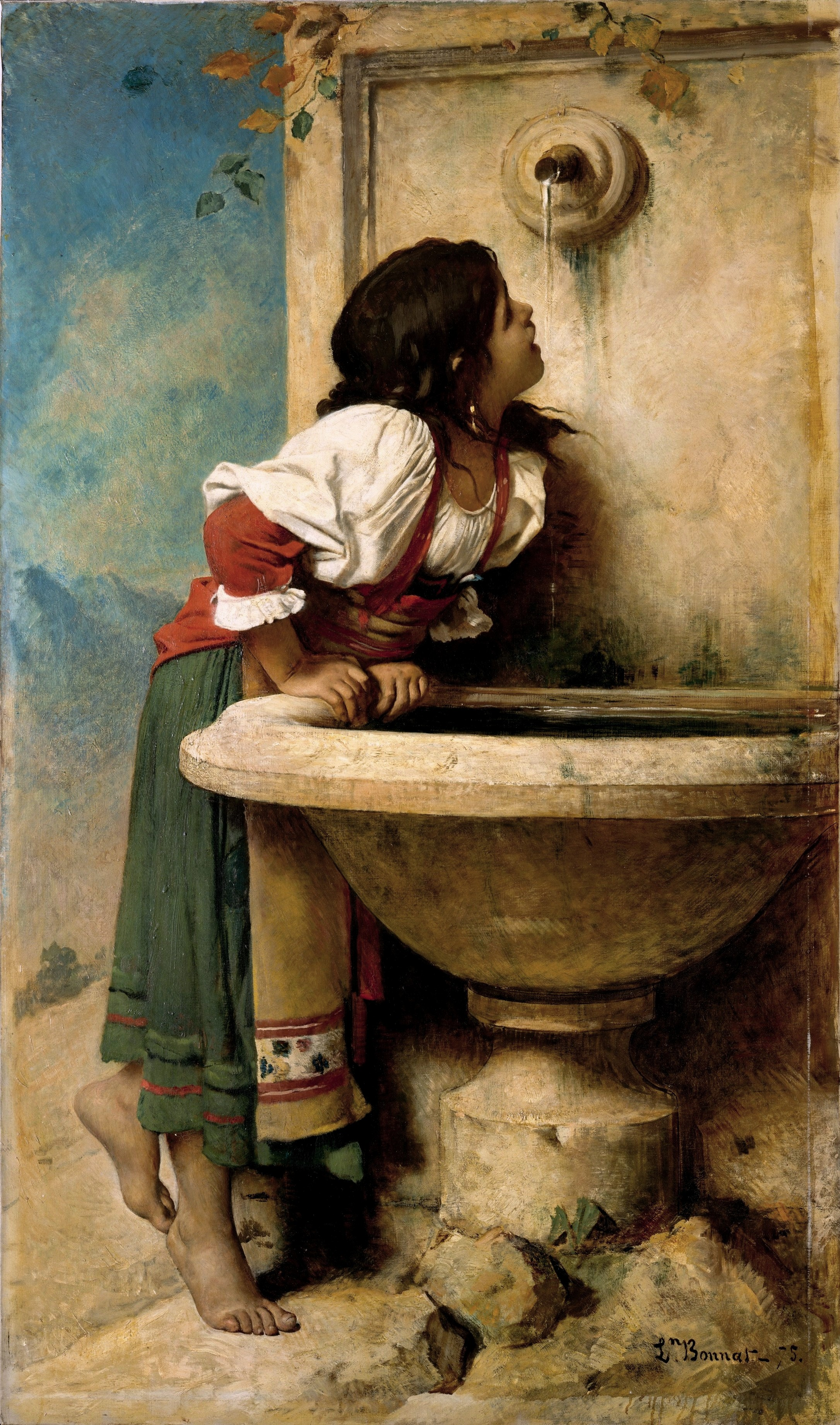
Joven romana en la fuente (1875) Museo Metropolitano de Arte
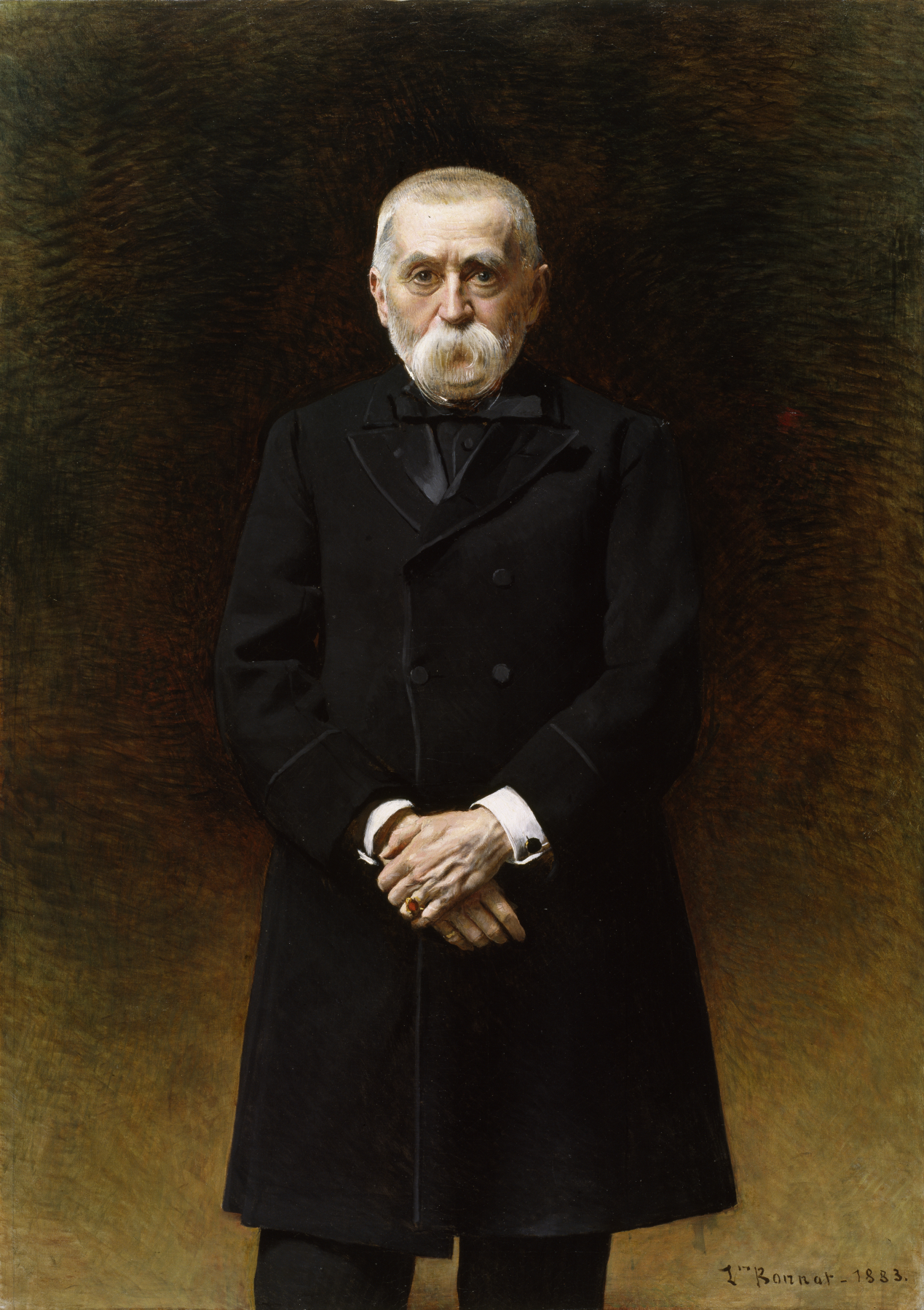
William Thompson Walters (1883) Museo Walters
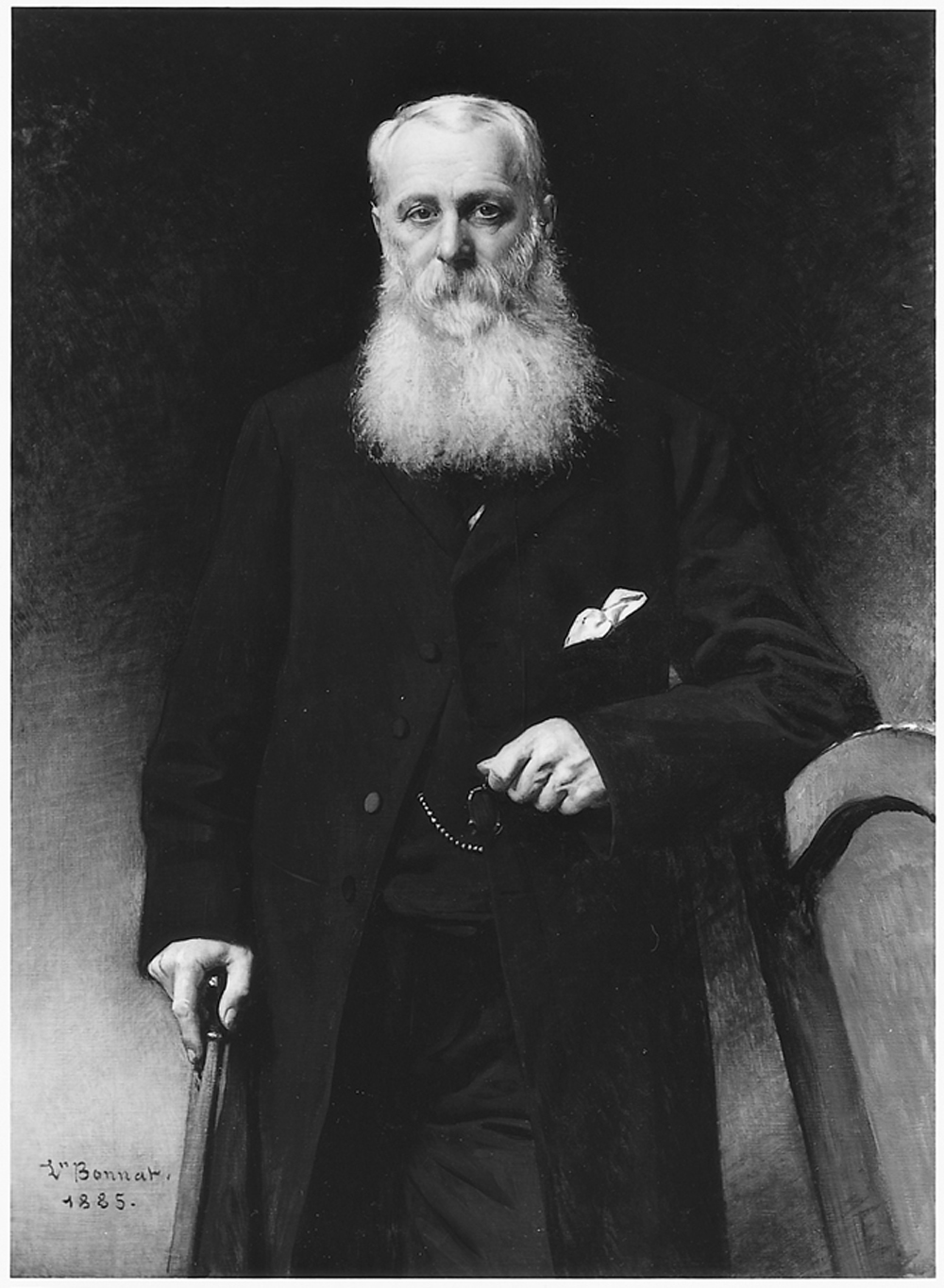
George Aloysius Lucas (1885) Museo Walters
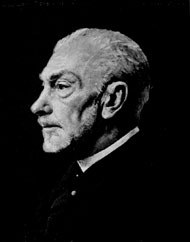
Retrato del arquitecto Émile Boeswillwald (1890)
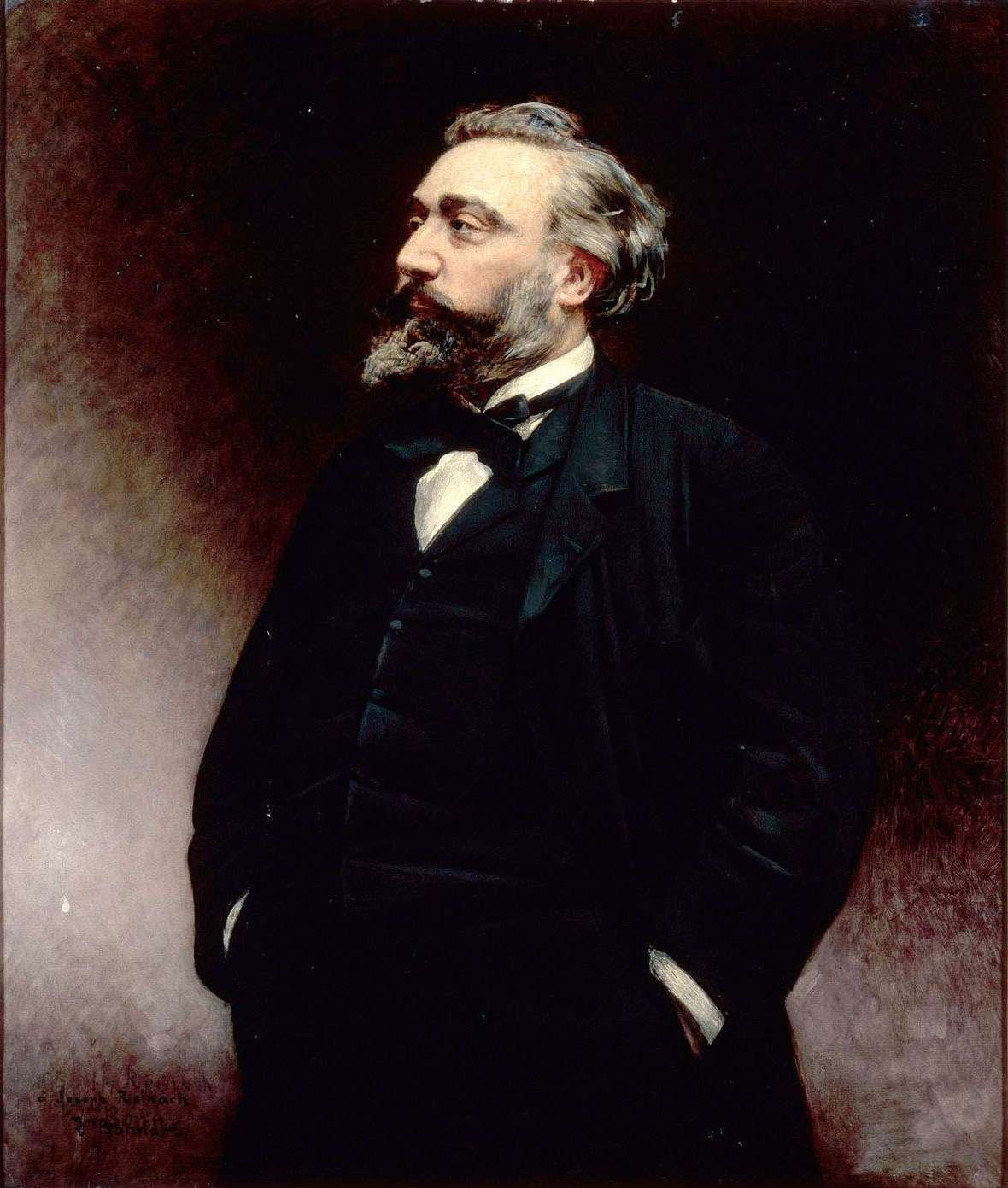
Léon Gambetta (1875).
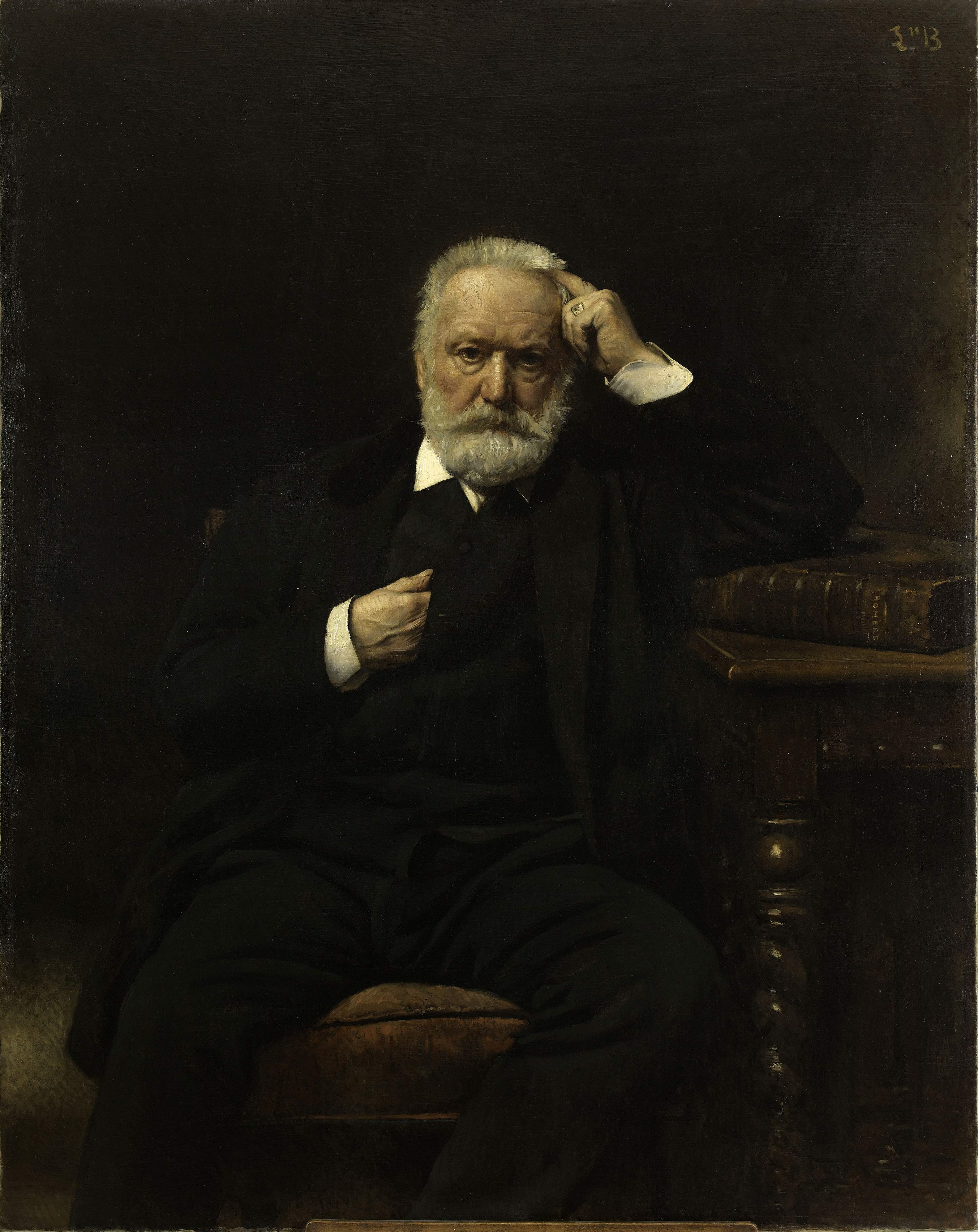
Víctor Hugo, 138 × 110 cm, Palacio de Versalles.
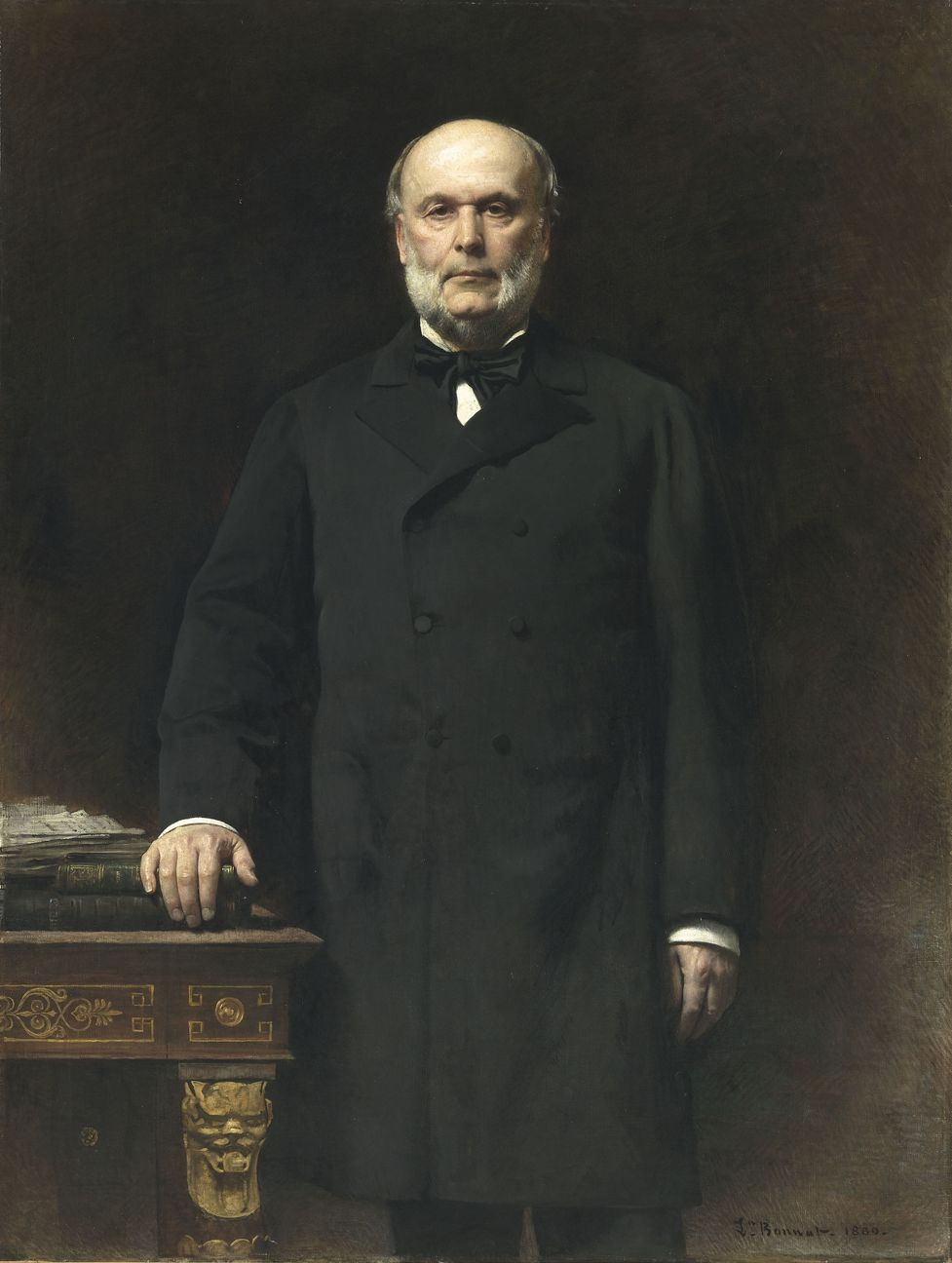
Jules Grevy.

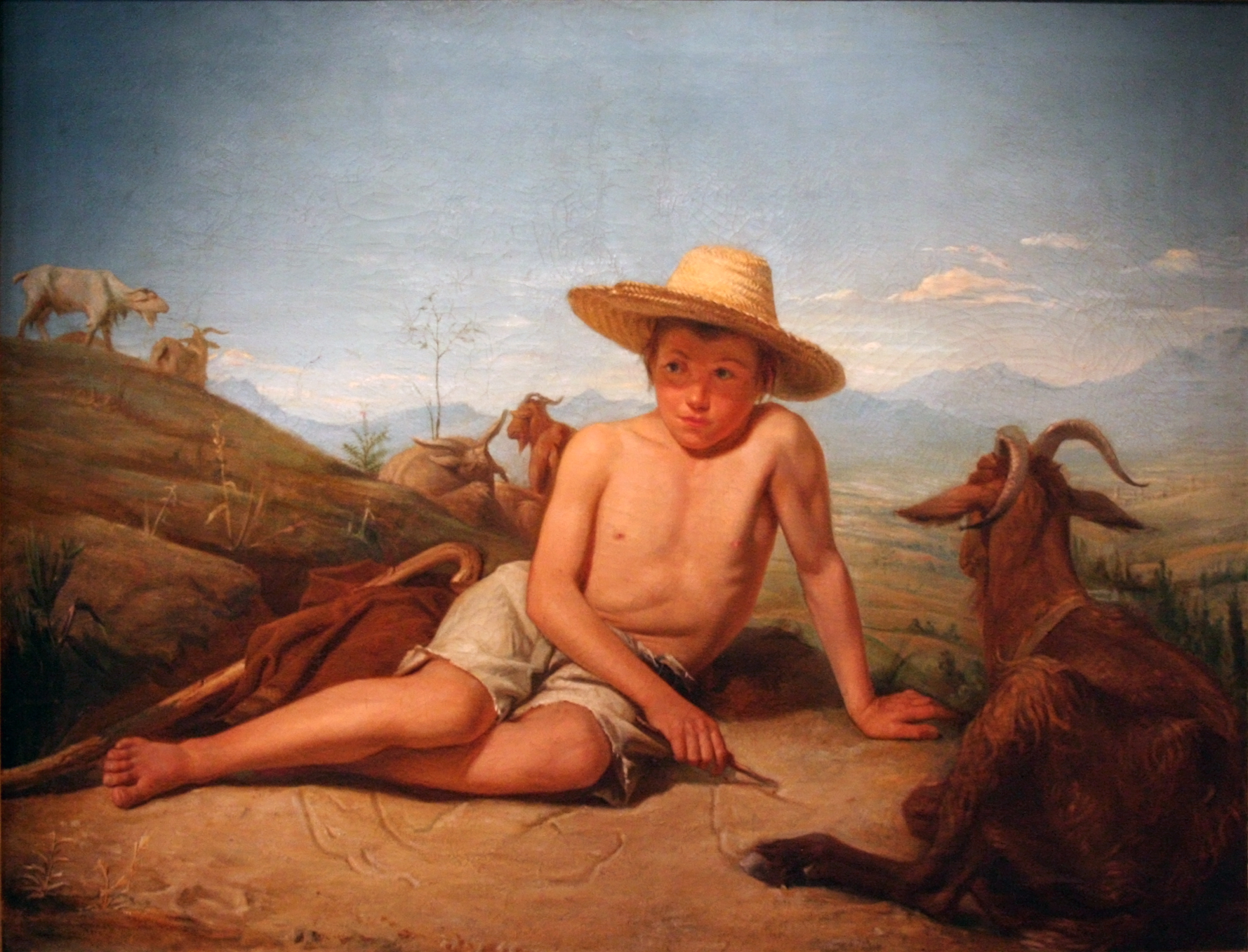
Giotto guardando las cabras (1850) Museo Bonnat.
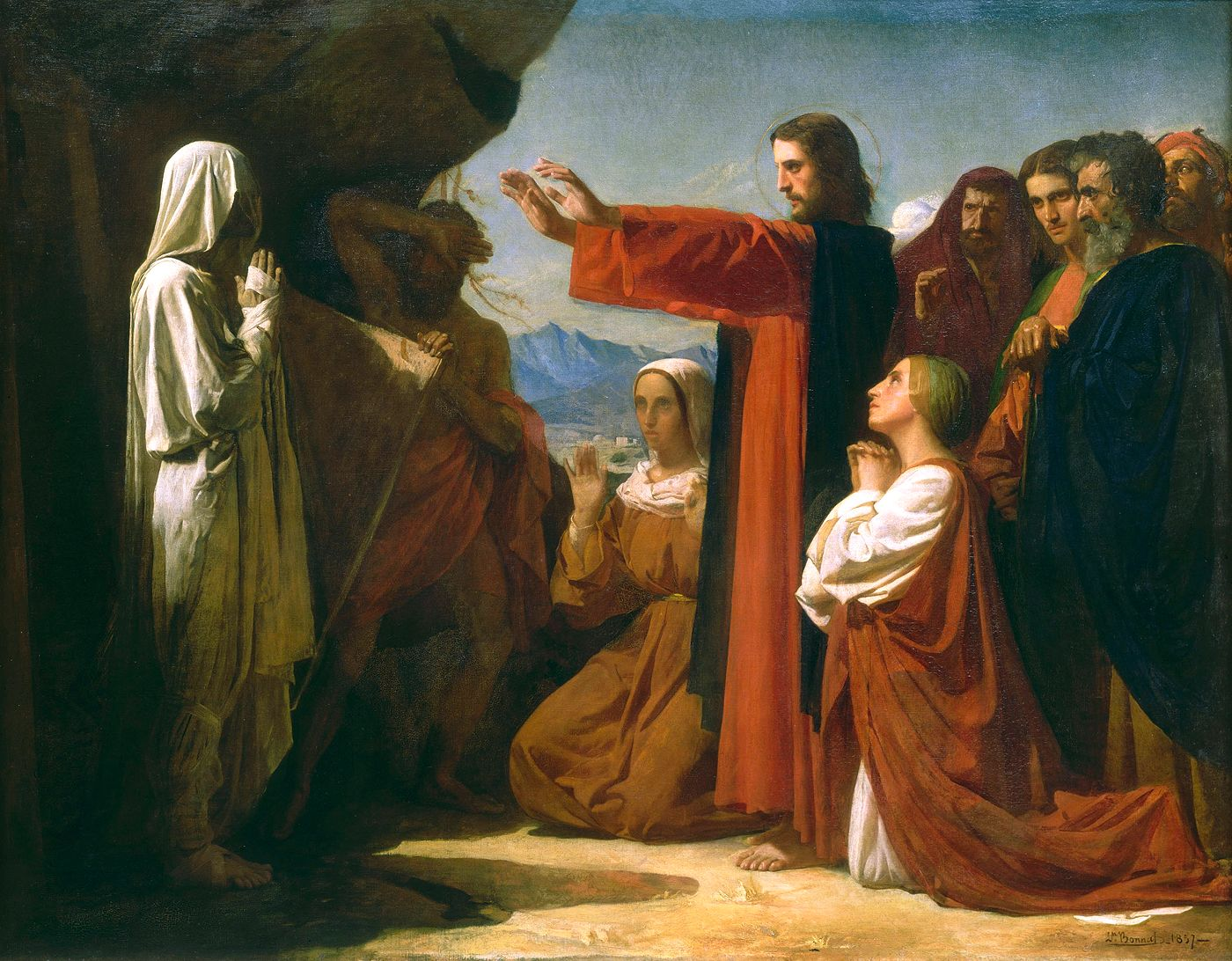
Le resurrección de Lázaro (1857), 112 x 145 cm.
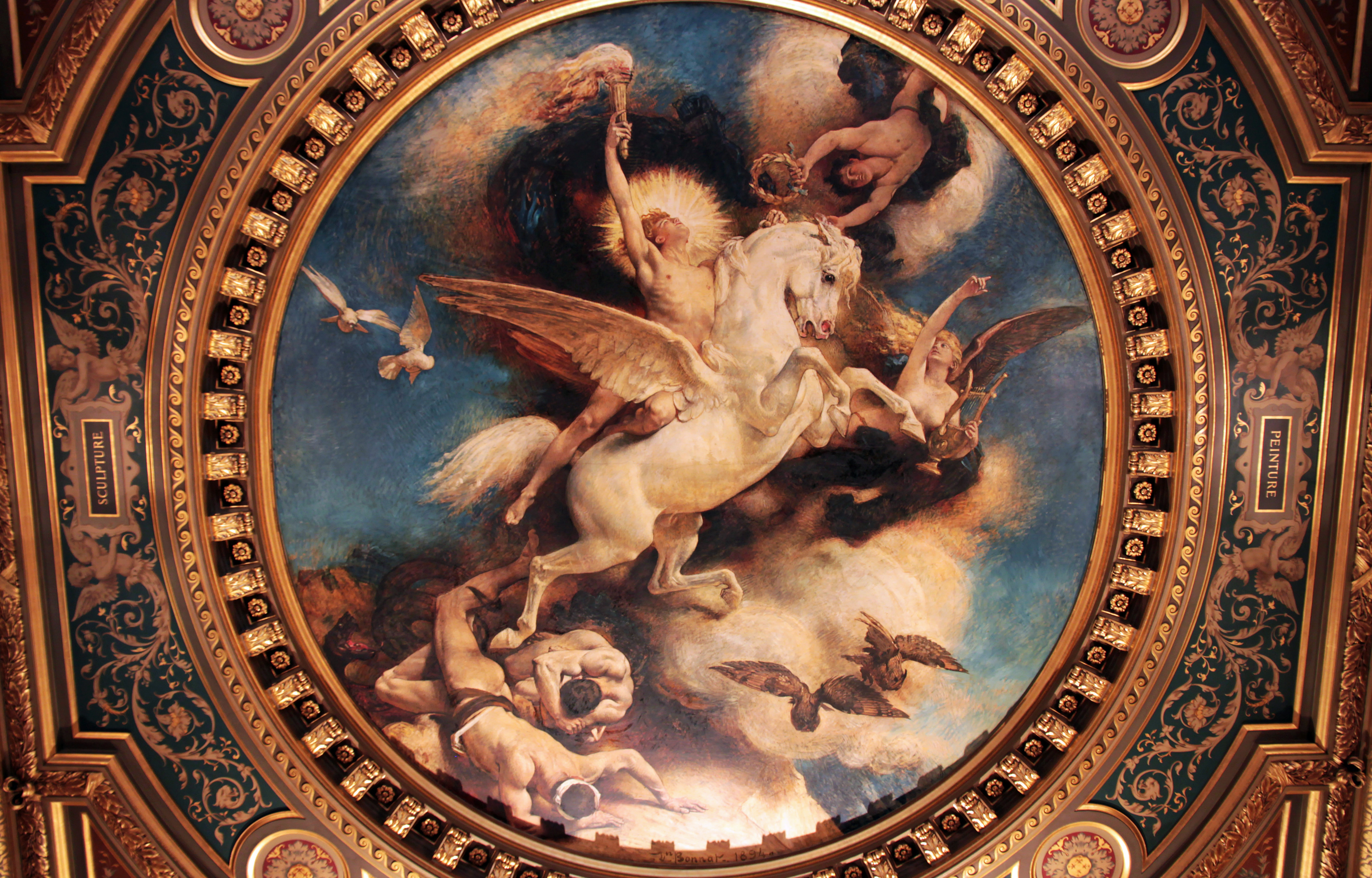
El triunfo del Arte (1894), Ayuntamiento de París.
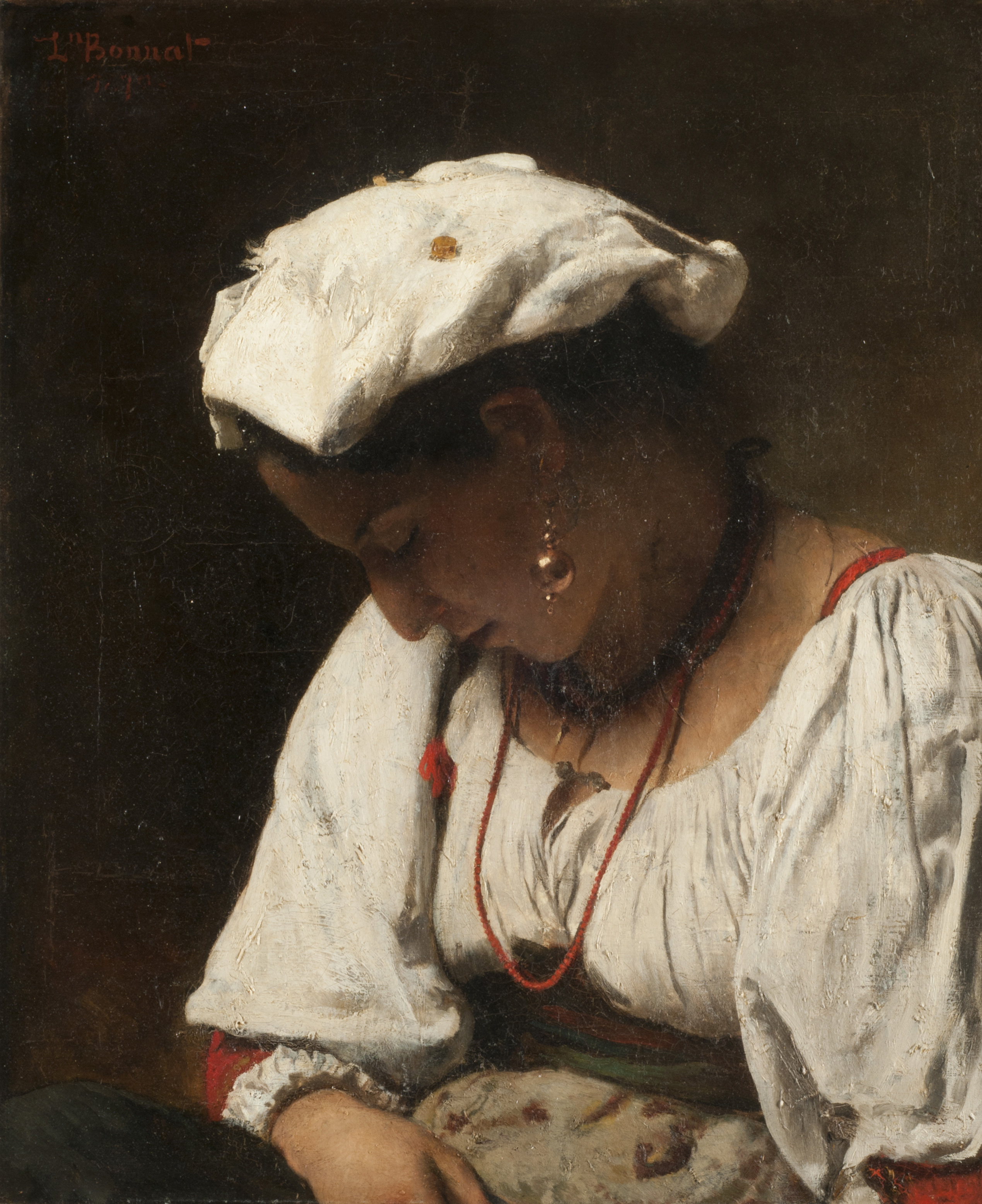
La víctima.